# Прибењик
Прибењик (слч. Pribeník) насељено је мјесто са административним статусом сеоске општине (слч. obec) у округу Требишов, у Кошичком крају, Словачка Република.

## Становништво
| Година:    | 1994. | 2004.   | 2014.   | 2024.   |
| ---------- | ----- | ------- | ------- | ------- |
| Број људи: | 946   | 958     | 1016    | 970     |
| Разлика:   |       | +1,26 % | +6,05 % | -4,52 % |

| Година:    | 2023. | 2024.   |
| ---------- | ----- | ------- |
| Број људи: | 958   | 970     |
| Разлика:   |       | +1,25 % |

Према подацима о броју становника из 2011. године насеље је имало 1.027 становника.